# Henry Groves
Henry Groves ( 1855 - 1912 ) fue un botánico y algólogo inglés, que mantuvo abundante correspondencia científica con Charles Darwin. Con su hermano James Groves, fueron autores de importantes contribuciones a la botánica.

## Algunas publicaciones
- henry Groves, james Groves. 1895. The distribution of the Characeae in Ireland
- ----------, ----------. 1893. Notes on Irish Characeae. Ed. Eason & Son. 2 pp.
- ----------, ----------. 1881. On chara obtusa, Desv., a species new to Britain. Ed. West, Newman & Co. 2 pp.
- 1855. The coast flora of Japygia, s. Italy. 16 pp.

### Libros
- charles cardale Babington, james Groves, henry Groves. 1904. Manual of British botany, containing the flowering plants and ferns. 540 pp.
- 1887. Flora della costa meridionale della Terra d'Otranto. Ed. Società botanica italiana. 219 pp.
- 1880. Flora del Sirente. Ed. Società botanica italiana. 68 pp.

## Honores
- Miembro de la Sociedad Linneana de Londres

- La abreviatura «H.Groves» se emplea para indicar a Henry Groves como autoridad en la descripción y clasificación científica de los vegetales.[3]